# Ariard -少年アリス-
『Ariard -少年アリス-』（アリアード -しょうねんアリス-）は、2013年1月25日にLatteより正式発売されたWindows専用女性向け18禁ボーイズラブゲーム。ルイス・キャロルの児童小説『不思議の国のアリス』を原案に作られたゲームである。

## ストーリー
少年・宮野有純は、白兎に誘われて、荒廃した地下の国に足を運んだ。
そこで彼は自身がその国の女王・アリスになって世界を救う存在であることを告げられた。

## 登場人物
宮野有純（みやの ありすみ）
声 - 蒼井夕真
白兎（ホワイト・ラビット(White Rabbit)）
声 - 野次馬根性
地下の国の王の候補者であるウサ耳の男性。赤い薬を持っている。
帽子屋（マッド・ハッター(Mad Hatter)）
声 - 四ツ谷サイダー
地下の国の王の候補者で、青いバラのついたシルクハットをかぶっている男性。青い薬を持っている。穏やかな性格ながら、有純に対する想いは強い。
チェシャ猫（チェシャー・キャト(Cheshire Cat)）
声 - 石川ゆうすけ
地下の国の王の候補者である猫耳の男性。紫色の薬を持っている。
D & D（D 双子(DandD)）
声 - 山口知大
地下の国の王の候補者で、橙色の薬を持っている。
蛹（キャタピラー(Caterpillar)）
声 - 各邑辛多狼
森に住む、白衣を着た男性で、自称"次期女王の調教師"。
王（キング(King)）
声 - 河村眞人
地下の国の王である金髪の男性。
女王（クイーン(Queen)）
声 - 香春部春香
地下の国の現在の女王である美女。世界を支える役目を担っていたが、世代交代が近づくにつれ弱りつつあり、それが地下の国の荒廃を招く結果となっている。
ジャック（Jack）
声 - 髭内悪太
王の兵隊・トランプ兵の隊長である、赤毛の男性。

## 用語
アリス
次期女王の呼び名で、王候補者の持つ薬を飲み、身体と精神をつなげることにより、その薬の「色」に染められかたちで候補者と結ばれる。

## スタッフ
- キャラクターデザイン・原画 - 島津ハル
- シナリオ - 上月壱
- 音楽 - 鈴葉ユミ

## 関連CD
- 「Ariard -少年アリス- オリジナルサウンドトラック 特装版」
- 「Ariard -少年アリス- オリジナルサウンドトラック 通常版」
  - 2013年3月22日にLatteより同時発売されたCD2枚組のサウンドトラック（全45曲）。特装版にのみ全カップリングSS小冊子とスリーブケースが付属。
- 「Ariard -少年アリス- キャラクターソング “Be my Doll” - 王(cv.河村眞人)」 （2013年5月3日発売）